# Любов під час громадянської війни
Любов під час громадянської війни (англ. Love in the Time of Civil War; фр. L'amour au temps de la guerre civile) — канадський драматичний фільм 2014 року режисера Родріга Жана. Фільм був відібраний для показу у розділі «Сучасне кіно» на Міжнародному кінофестивалі в Торонто 2014 року.
Головний герой фільму Алекс, сутенер та наркоман що проживає в Монреалі, Канада.

## У ролях
- Ана Крістіна Алва
- Катерина-Одрі Лашапель
- Александр Ландрі
- Жан-Саймон Ледук — Бруно
- Ерік Робіду